# 标量玻色子
标量玻色子（英語：Scalar boson）是指自旋为0的玻色子。标量玻色子的名称起源于量子场论，指的是洛伦兹变换下特定的变换性质。

## 例子
- 许多已知的复合粒子是标量玻色子，例如α粒子和π介子。其中，在宇称下不同的变换性质将标量介子分为标量介子和赝标介子。
- 基本粒子物理学的标准模型中唯一基本的标量玻色子是希格斯玻色子。大型强子对撞机的实验于2013年3月4日初步确认它的存在。这项发现让彼得·希格斯和弗朗索瓦·恩格勒获得了2013年诺贝尔物理学奖。
- 一种是用玻色标量场的量子场论在许多量子场论的入门书籍有介绍[1]，为了方便被称为{\displaystyle \Phi ^{4}}理论。通常将它作为介绍场的基本概念的玩具模型。